# Mucho gusto
Pour les articles homonymes, voir Gusto.
Mucho gusto est une émission de télévision matinale chilienne, diffusée sur Mega et présentée par Luis Jara et Katherine Salosny.
L'émission est diffusée depuis 2001, et est lauréate de plusieurs prix Copihue de Oro (es).

## Animateurs

### Actuels
- Luis Jara (2012-présent)
- Katherine Salosny (2013-présent)
- José Miguel Viñuela (2005-2012, 2017-présent)

### Précédents
- Carlo Von Mühlenbrock (2001-2004)
- Magdalena Montes (2001-2008)
- Javiera Contador (2009-2013)

### Remplacements

#### Actuels
- Bárbara Rebolledo (2018-présent)

#### Précédents
- Patricia Maldonado (2008-2009)
- Carolina Parsons (2010)
- Constanza Roberts (2010-2011)
- Giancarlo Petaccia (2008-2012)
- Luis Jara (2012)
- Kike Morandé (2011-2012)
- Francisco Kaminski (2013)
- Macarena Venegas (2010-2013)
- Francisco Eguiluz (2013-2014)
- Ivette Vergara (2014-2016)
- José Miguel Viñuela (2017)
- Karla Constant (2017)

## Composition du programme
Les pánelistes et spécialistes

### Actuels
- Patricia Maldonado (2002-présent), chanteuse et commentatrice de spectacles
- Carolina Bezamat (2004-présent), journaliste
- Francisca Reyes (2012-présent), journaliste et commentatrice de spectacles
- Ivette Vergara (2013-présent), journaliste
- Karol Lucero (2015-présent)
- Rodrigo Herrera (2015-présent)
- Joaquín Méndez (2016-présent)
- María José Quintanilla (2017-présent), chanteuse
- Daniela Castro (2017-présent)
- Karla Constant (2017-présent)

### Précédents
- Sebastián Norambuena (2004-2006), journaliste
- Rodrigo Barañao (2005-2007), chef
- Álvaro Lois (2007-2008), chef
- Paula Molina (2010), journaliste
- Rita Cox (2009-2011), journaliste
- Álvaro Salas (2010-2011), humoriste
- Didier Veracini (2007-2012), chef
- Constanza Roberts (2011-2012), journaliste
- José Miguel Furnaro (2009-2011), journaliste
- Allison Göhler (2011), météorologue
- Rodrigo Guedelman (2010-2012), journaliste
- María Luisa Godoy (2012), journaliste
- Pamela Díaz (2010-2012), mannequin et commentatrice de spéctacles
- Virginia Demaría (2012), chef
- Gonzalo Cáceres (2012, 2013), maquilleur et commentateur de spectacles
- Yerko Avalos (2012-2013), journaliste et reporter
- Macarena Venegas (2009-2013), avocate
- Adriana Barrientos (2013-2014), mannequin et commentatrice de spéctacles
- César Barrera (2013-2014), journaliste et commentateur de spéctacles
- Pilar Ducci (2012-2014), analyste international
- Jaime Coloma (2014-2015)
- Álvaro Sanhueza (2010-2016), journaliste et reporter
- Karen Paola (2014-2017), chanteuse
- Manu González (2014-2017), journaliste
- Daniel Stingo (2014-2017), avocat

## Équipe
- Réalisateur: Daniel Sagüez
- Réalisateurs précédents:
- Producteur exécutif: Pablo "Pablete" Alvarado
- Producteur:
- Éditeur journalistique:
- Sub-éditrice journalistique:
- Présentation: Luis Jara, José Miguel Viñuela et Katherine Salosny
- Ancienne présentation: Carlo Von Mühlenbrock, Magdalena Montes et Javiera Contador
- Reporters: Clarisa Muñoz et Simón Oliveros
- Anciens reporters: Francisco Kaminski, Yerko Avalos, Antonio Chiappe et Álvaro Sanhueza
- Journalistes: Carolina Bezamat, Francisca Reyes, Clarisa Muñoz et Simón Oliveros
- Journalistes précédents: Sebastián Norambuena, Rita Cox, Francisco Kaminski, Álvaro Sanhueza, Antonio Chiappe et Yerko Avalos
- Voix-off annonceur: Juan Ignacio "Nacho" Abarca et Marcelo González (remplace)
- Secrétaire:
- Centre de documentation: Megavisión

## Buenas tardes mucho gusto
Buenas tardes mucho gusto était un spin-off de Mucho gusto en 2005. Il était diffusé le samedi et le dimanche à 14:00 heures.

### Présentateurs
- Pamela Le Roy
- Sebastián Norambuena
- Carolina Correa

### Panélistes
- Carolina Bezamat

### Sources
- (es) Cet article est partiellement ou en totalité issu de l’article de Wikipédia en espagnol intitulé « Mucho gusto » (voir la liste des auteurs).

## Sources
- Magdalena Montes se despidió entre lágrimas de “Mucho gusto”
- José Miguel Viñuela renuncia a Mega tras 15 años y llega a acuerdo con TVN
- Pamela Díaz confirma su ingreso a reality “Pareja Perfecta”
- “Mucho gusto” sigue quedando sin gente: se va su mandamás